# Кокс, Брайан (физик)
Брайан Эдвард Кокс (англ. Brian Edward Cox; род. 3 марта 1968, Олдем, Ланкашир, Англия) — британский физик, занимается физикой частиц, научный сотрудник в Лондонском королевском обществе и профессор Манчестерского университета. Он является членом группы Физики высоких энергий в Манчестерском университете, и работает в эксперименте ATLAS на Большом адронном коллайдере, ЦЕРН (CERN) около Женевы, Швейцария. Также он работает над проектом FP420 R&D в международном сотрудничестве над усовершенствованием ATLAS и над экспериментом Компактный мюонный соленоид (CMS), устанавливая детекторы меньшего размера на дистанции 420 метров от точек взаимодействия основных экспериментов.
Более всего он известен публике как ведущий научных программ на Би-би-си (BBC). Также он приобрел некоторую известность в ранние 1990-е как клавишник в популярной британской группе D:Ream.

## Обучение и музыкальная карьера
В 1989 Кокс был участником рок-группы Dare, лицом которой был Darren Wharton — бывший участник группы Thin Lizzy. После обучения в средней классической школе (Grammar School) Hulme Grammar School в Олдеме он изучал физику в Манчестерском университете, где в 1993, всё ещё учась, присоединился к североирландской группе D:Ream, у которой было несколько хитов в официальном хит-параде синглов Великобритании, включая хит номер один — Things Can Only Get Better (Может быть только лучше), ставший предвыборным гимном «Новых лейбористов» Ко времени, когда D:Ream расформировалась в 1997, Кокс был удостоен степени бакалавра первого класса с отличием по физике от Манчестерского университета, где позднее ему была присуждена степень доктора философии (PhD) по физике частиц высоких энергий, на основании диссертации, выполненной во время работы, которую он сделал для эксперимента H1 на ускорителе частиц HERA в DESY лаборатории в Гамбурге.

## Академические достижения, телевидение и радио

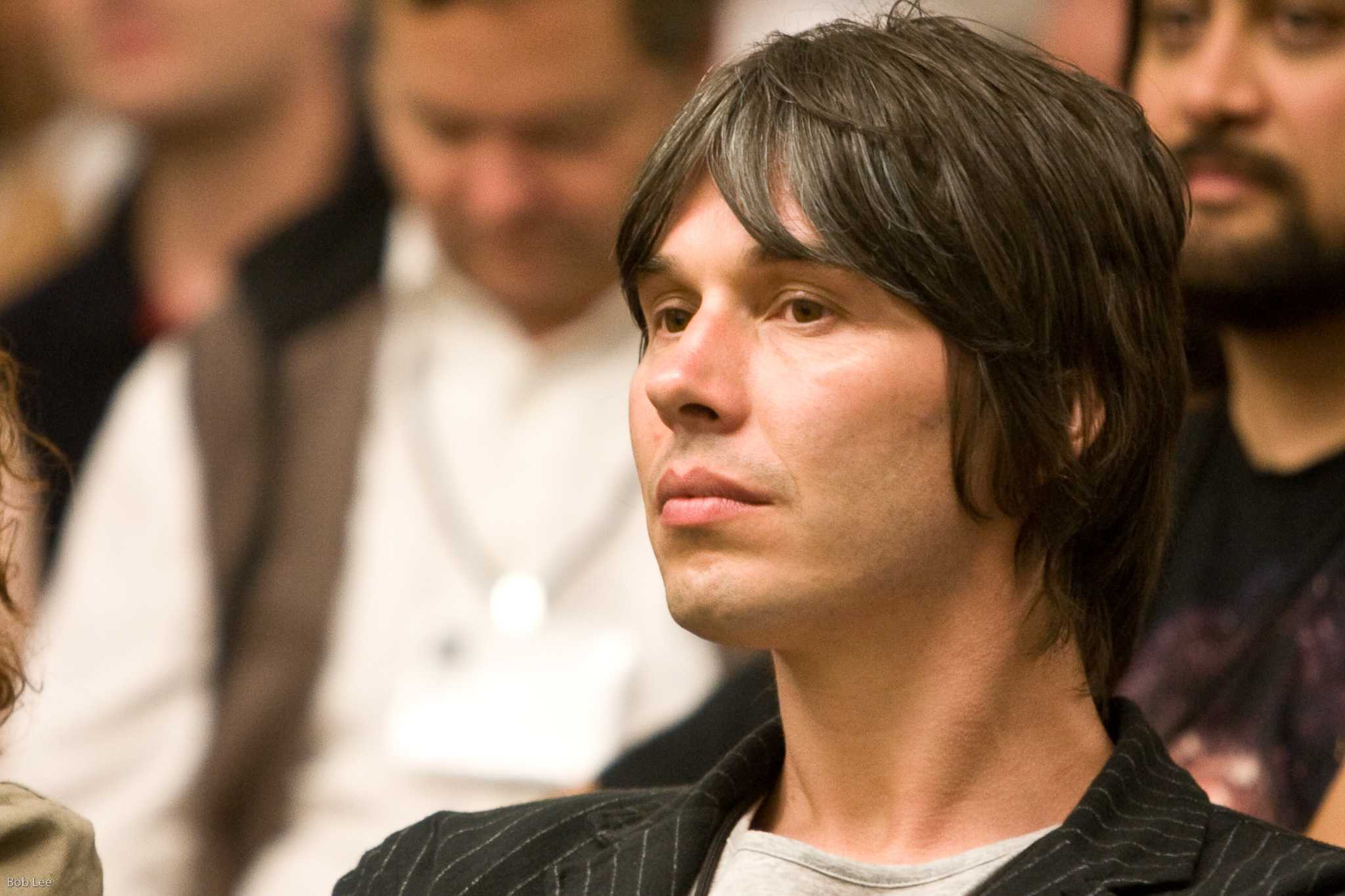
Кокс в 2008 году

Кокс также известен участием в научных программах радио и телевидения Би-би-си (BBC), включая In Einstein’s Shadow (В тени Эйнштейна), научно-философскую документальную серию Горизонт: «Большой Адронный Коллайдер и Большой Взрыв», «Что не так с Гравитацией» (What On Earth Is Wrong With Gravity), «А вы знаете какое сейчас время?» (Do You Know What Time It Is?) и «Можем ли мы создать звезду на Земле?» (Can We Make a Star on Earth?). Он также предоставляет голос за кадром в программах проверки на обучающем сайте BBC для школьников Bitesize (Байтсайз). Кокс был научным консультантом для научно-фантастического фильма Пекло и участвовал в специальном выпуске программы Megaworld: Швейцария канала Discovery. Он также даёт регулярные лекции по работе Большого адронного коллайдера.
Кокс — регулярный участник шоу Би-би-си 6 Музыкальный Завтрак (BBC6 Music Breakfast Show) с Шоном Кивни (Shaun Keaveny), с еженедельным коротким рассказом.
Кокс появился 24 июня 2009 в эпизоде веб-сериала CarPool актёра и телеведущего Роберта Левелина.
3 октября 2009 года Кокс прочел лекцию на ежегодном собрании (The Amaz!ng Meeting (TAM)) Образовательного Фонда (JREF) в Лондоне. Он говорил о важности науки, движимой любопытством, утверждая что «Вау-фактор» сам по себе является достаточным стимулом. Кокс привел пример этого «Вау-фактора», продемонстрировав поразительные изображения: знаменитую фотографию Карла Сагана Pale Blue Dot (фотография Земли Вояджером-1 с расстояния в 5,9 млрд км), и Восход Земли с поверхности Луны. Он объяснил, что чем выше энергия, то есть выше температура, тем дальше назад во времени мы продвигаемся, и тем проще становятся Вселенная и законы, которые её описывают. Он говорил о трех поколениях материи (трех поколениях элементарных частиц), четырёх фундамента́льныx взаимоде́йствиях, и о попытках объединить их. Также он говорил о Теории Великого объединения, утверждающей, что если идея суперсимметрии верна, гравитация объединяется с остальными тремя фундаментальными взаимодействиями при энергиях порядка 1019 ГэВ, которых не существовало со времени 10−43 секунд после большого взрыва.
28 октября 2009 Кокс участвовал в телевизионной программе Стивена Кольбера The Colbert Report где представил свою книгу «Why Does E=mc2? (and why should we care?)» (Почему E=mc2? (И какое нам до этого дело?)).
В понедельник 30 ноября 2009 стартовало радио шоу на BBC радио 4 с его участием под заголовком «Бесконечная клетка для обезьяны» которое вышло в эфир в 16.30. Он был соведущим с комедийным актёром Робертом Инсом. До настоящего времени гостями были: комедийный актёр Даре О’Бриен и Элис Робертс из серии фильмов BBC по эволюции человека и ранним миграциям человека «Невероятное путешествие человека» (англ. The Incredible Human Journey).
В 2010 году Кокс стал ведущим научно-популярного сериала BBC, состоящего из пяти частей, Wonders of the Solar System, а 6 марта 2011 года вышло продолжение Wonders of the Universe. В 2012 году было снято продолжение серии Wonders of Life, трансляция которого состоялась в 2013 году.
В 2013 году, в год 50-летия британского телесериала «Доктор Кто», снялся в эпизодической роли в нём, а потом заявил, что путешествия во времени легки только в направление вперёд. Также, 15 ноября вышла телепередача «Наука в Докторе Кто» (англ. The Science of Doctor Who), ведущими которой являются Кокс и Мэтт Смит.
В ноябре 2013 году был анонсирован научно-популярный сериал Human Universe на канале BBC Two.

## Награды
Кокс получил много наград за свои усилия по популяризации науки. В 2002 он был избран действительным Международным членом Клуба Исследователей (The Explorers Club), а в 2006 Кокс получил приз лорда Кельвина от Британской Научной Ассоциации за свою работу. Прочитав много лекций, он стал задающим тон лектором Австралийского Научного Фестиваля в 2006. В 2010 году он получил премию Кельвина, а в 2012 был награждён премией Майкла Фарадея.
За свой вклад в развитие науки в 2010 году Кокс был назначен Офицером Ордена Британской империи (OBE).

## Личная жизнь
В 2004 году он женился на телепродюсере и ведущей Гиа Милинович. В 2009 году у них родился сын. У Милинович также есть сын от предыдущих отношений.
Кокс отмечал, что когда ему было 12 лет, на него сильно повлияла книга Карла Сагана «Космос», которая стала одной из основных причин его решения стать физиком.
Кокс — атеист, выступивший соавтором книги «Атеистический путеводитель по Рождеству» (The Atheist’s Guide to Christmas, под редакцией Эриан Шерин).

## Телевидение
| Год       | Название                                                 | Роль                 | Замечания |
| --------- | -------------------------------------------------------- | -------------------- | --- |
| 2005—2009 | Горизонт                                                 | ведущий              | 6 эпизодов: Альберт Эйнштейн. Формула жизни или смерти (2005) Незаконченная симфония Эйнштейна (2005) Эксперимент на шесть миллиардов долларов (2007) Что не так с гравитацией на Земле (2008) Который час (2008) Возможно ли создать звезду на Земле? (2009) |
| 2008      | Машина Большого Взрыва / The Big Bang Machine            | ведущий              | |
| 2010      | Чудеса Солнечной системы / Wonders of the Solar System   | ведущий              | |
| 2011—2012 | QI                                                       | эксперт              | 2 эпизода |
| 2011—2015 | Звездопад. Прямой эфир / Stargazing Live                 | соведущий            | все 5 серий |
| 2011      | Чудеса Вселенной / Wonders of the Universe               | ведущий              | |
| 2011      | Ночь со звёздами / A Night With The Stars                | ведущий              | |
| 2011      | Ночное небо / The Sky at Night                           | гость 700-го выпуска | |
| 2011      | Гид по Горизонтам: Луна / The Horizon Guide: Moon        | ведущий              | |
| 2012      | Доктор Кто                                               | в роли себя          | эпизод Сила трёх |
| 2013      | Чудеса жизни / Wonders of Life                           | ведущий              | |
| 2013      | Британская наука / Science Britannica                    | ведущий              | |
| 2013      | Наука в Докторе Кто                                      | ведущий              | |
| 2013      | В поисках науки / In Search of Science                   | ведущий              | |
| 2014      | Человеческая Вселенная / Human Universe                  | ведущий              | |
| 2014      | Монти Пайтон живьём (почти) / Monty Python Live (Mostly) | гость                | |
| 2016      | Силы природы / Forces of Nature                          | ведущий              | |
| 2019      | Планеты / The Planets                                    | ведущий              | |